# Anna Hasselborgová
Anna Ellinor Hasselborgová (* 5. května 1989 Stockholm, Švédsko) je švédská curlerka hrající na pozici skipa.
Poprvé představila na mezinárodní scéně v roce 2008, kdy se švédským týmem skončila třetí na evropském šampionátu smíšených družstev. Roku 2010 zvítězila na juniorském světovém šampionátu. V roce 2018 získala zlaté medaile na Mistrovství Evropy a na Zimních olympijských hrách v Pchjongčchangu, o rok později vybojovala zlato na světovém šampionátu smíšených dvojic. Na ZOH 2022 získala bronzovou medaili.